# Fighter (bài hát)
"Fighter" là một bài hát của nữ nghệ sĩ thu âm người Mỹ Christina Aguilera. Bài hát được sáng tác bởi Aguilera và Scott Storch, trong khi được sản xuất bởi Scott. "Fighter" được thu âm tại phòng thu The Enterprise (tại Burbank, California) và phòng thu Conway (Hollywood). Bài hát chịu ảnh hưởng bởi nhạc hark rock và alternative rock với nhạc nền là đàn ghi-ta điện. Về mặt ca từ, "Fighter" nói về việc một người đàn ông phản bội mối tình của mình, song thay vì buồn tủi, mặc cảm thì cô lại cảm ơn người đàn ông đó vì đã giúp cô trở nên mạnh mẽ hơn, giống như một "chiến binh" ("fighter").
"Fighter" được phát hành rộng rãi trên đài mainstream tại Mỹ bởi hãng thu âm RCA Records ngày 13 tháng 3 năm 2003. Lần lượt sau đó, bài hát được phát hành dưới dạng đĩa CD, đĩa maxi và đĩa vinyl. "Fighter" đạt được nhiều đánh giá tích cực từ các nhà phê bình. Họ ca ngợi "Fighter" là một bản nhạc arena rock tuyệt vời, lời bài hát rất "mạnh mẽ và ấn tượng" và giọng hát của cô thì "tự tin và khỏe khoắn". Trên thị trường, bài hát là một thành công thương mại, đạt vị trí thứ ba tại Canada, châu Âu và Liên hiệp Anh. Ngoài ra, bài hát đạt vị trí thứ 20 trên bảng xếp hạng Billboard Hot 100 của Mỹ và lọt vào tốp 10 của Úc, Canada, châu Âu, Hungary, Hà Lan và Liên hiệp Anh. Bài hát đã đạt chứng nhận vàng ở Úc và Mỹ.
Video âm nhạc cho "Fighter" được đạo diễn bởi Floria Sigismondi và ra mắt lần đầu ngày 9 tháng 4 năm 2003 trên chương trình Total Request Live. Trong video, Christina hóa thân thành một con bướm đêm, ban đầu chỉ là một ấu trùng yếu đuối. Nhưng sau đó, cô đã trở nên mạnh mẽ hơn và sau khi lột xác, cô đã trở thành một chiến binh bất bại. Aguilera đã biểu diễn bài hát tại nhiều nơi, trong đó có ở Giải Video âm nhạc của MTV (MTV VMAs) 2003, chuyến lưu diễn Justified/Stripped Tour, Stripped Live... On Tour, Back to Basics Tour và chương trình truyền hình thực tế The Voice. Bài hát đã được hát lại bởi Darren Criss, một nhân vật trong phim truyền hình Glee và trở thành bài hát nền cho trận đấu NBA Playoffs 2003. Năm 2009, bài hát được thêm vào danh sách trong tuyển tập hit Keeps Gettin' Better - A Decade of Hits của cô. "Fighter" được xem là một trong những bài hát tượng trưng cho Christina Aguilera.

## Thực hiện và sáng tác
—C. Aguilera nói chuyện với MTV News về bài hát.

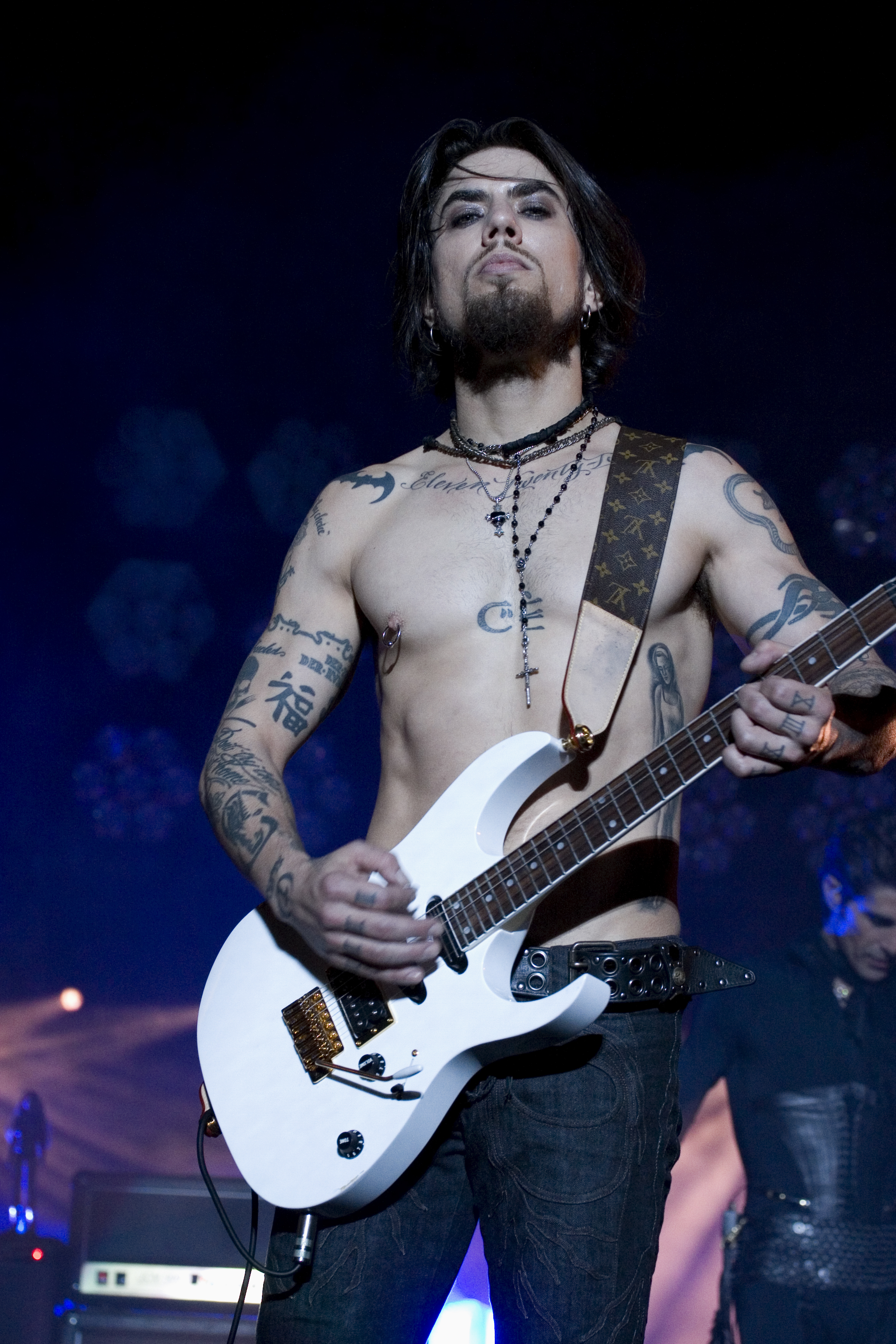
Nghệ sĩ ghi-ta Dave Navarro chơi phần nhạc nền ghi-ta trong "Fighter".

"Fighter" được sáng tác bởi Christina Aguilera, Scott Storch và được sản xuất bởi Storch. Bài hát được Dave Navarro chơi phần nhạc nền bằng ghi-ta. Navarro nói về sự phối hợp này, bảo: "Cô áy đề nghị tôi tơi phòng thu âm và chơi ghi-ta cho bài hát. Và tôi nói, 'Tất nhiên rồi.' Tôi đã mất 90 phút để hoàn thành. Và cô ấy đã rất vui."
Khi phỏng vấn về bài hát, Aguilera đã nói, "Tôi đã sinh ra và lớn lên trong một gia đình không hạnh phúc. Tôi đã tự sáng tác nhạc, cả ca từ lẫn giai điệu, khi tôi mới 15 tuổi. Và tôi chợt nhận ra đó là cách duy nhất để thoát khỏi cơn khủng hoảng; Và từ đó, tôi đã tìm lại được giọng của mình. Ở trường, tôi bị bắt nạt nhiều chỉ vì tôi có khả năng âm nhạc thực thụ. Do đó, tôi đã rất đau buồn nhưng sau đó, nó lại làm tôi mạnh mẽ hơn." Aguilera cũng giải thích ý nghĩa của bài hát trong bộ sách nổi tiếng Chicken Soup for the Soul ở tập The Story Behind The Song, "Tôi viết nó cho album của mình, Stripped, và tôi chắc chắn nó nói lên con người thật của tôi."
"Fighter" đã được thực hiện thu âm tại Phòng thu The Enterprise tại Burbank, California và tại Phòng thu Conway tại Hollywood. Ngày 13 tháng 3 năm 2003, bài hát được gửi tới đài phát mainstream tại Mỹ bởi hãng đĩa RCA Records. Sau đó, bài hát được phát hành dưới dạng đĩa vinyl, đĩa CD và đĩa maxi tại Liên hiệp Anh. "Fighter" là một bài hát với nhịp độ (tempo) vừa phải, mang đậm chất ảnh hưởng từ nhạc rock và pop rock. Bài hát cũng được thực hiện bởi E. Dawk (vai trò hướng dẫn thanh nhạc), Wassim Zreik, Oscar Ramirez (vai trò thu âm), Larry Gold (nhạc cụ), Kameron Houff (trống) và Tarus Mateen (bass). Trong phần đầu của bài hát, phần giai điệu mang máng chất buồn tủi. Nhưng ngay sau đó, âm sắc của bài hát chuyển hướng đột ngột, từ nhẹ nhàng sang sôi động, phấn khích. Trong phần điệp khúc, ta có thể nghe được "Vì ngươi đã làm ta mạnh mẽ hơn nhiều/Làm cho ta phấn khích hơn nhiều [...] Vì vậy, ta rất cảm kích khi ngươi đã làm cho ta trở thành một chiến binh" (nguyên văn: "Cause it makes me that much stronger/Makes me work a little bit harder [...] So thanks for making me a fighter"). Theo tạp chí Teen Ink, mặc dù phần ca từ nghe như là chửi thẳng vào mặt người nghe, song thật ra là để làm cho người nghe, đặc biệt là những thanh thiếu niên, đồng cảm với Aguilera.

## Nhận định chuyên môn
"Fighter" nhận được nhiều đánh giá tích cực từ các nhà phê bình. David Brownie từ tờ Entertainment Weekly nhận định rằng "bài hát đã thể hiện được phổi của cô ta [Christina] mạnh đến mức nào." Sal Cinquemani từ tờ tạp chí Slant thì cho biết bài hát là "một sự pha trộn giữa rock và R&B."

## Phát hành
"Fighter" được phát hành vào tháng 4 năm 2003 và lần đầu tiên lọt vào Billboard Hot 100 ở vị trí #40. Chỉ sau 2 tuần, bài hát đã đạt vị trí #20 trước khi rời bảng xếp hạng. "Fighter" được xem là một trong những bài hát thành công của Aguilera khi đều nằm trong Top 5 các quốc gia Anh, Canada và Úc. Không những thế, bài hát còn đạt vị trí #1 trên 450 bảng xếp hạng không chính thức trên toàn thế giới.

## Video âm nhạc
Video clip của "Fighter" do đạo diễn Floria Sigismondi thực hiện và lần đầu tiên lọt vào TRL vào ngày 9 tháng 4. Trong suốt mùa hè năm 2003, video đã đạt vị trí #1 16 lần và ở suốt trên TRL những 50 ngày.
Video bắt đầu với hình ảnh một con bướm đêm. Ở cảnh tiếp theo, Aguilera xuất hiện trong trang phục kimono màu đen bị nhốt trong tủ kính. Giận dữ, Aguilera đập vỡ tan và thoát ra ngoài với những cây côn vũ khí trên lưng. Cô dùng chúng ném vào những người-bướm đêm đang ăn trái cây rồi tung váy áo của mình như một chiếc bong bóng to đùng sau đó chui vào. Tiếp theo, Aguilera xuất hiện với bộ trang phục và màu tóc trắng sáng chói sau quá trình "lột xác". Cô trèo lên vách đá và hát trong khung cảnh bướm đêm bay lấp lánh xung quanh. Kế đến Aguilera xuất hiện với phong cách Elvira với bộ váy kiểu con nhện khẳng định mình là một chiến binh. Ở cảnh cuối cùng, Aguilera dùng chân đá vỡ ống kính camera và quay đi sau khi đưa mắt nhìn vào lỗ rạn nứt do cô gây ra.

## Xếp hạng và chứng nhận
| Bảng xếp hạng (2003)                 | Vị trí cao nhất |
| ------------------------------------ | --------------- |
| Úc (ARIA)                            | 5               |
| Áo (Ö3 Austria Top 40)               | 12              |
| Bỉ (Ultratop 50 Flanders)            | 11              |
| Canada (Canadian Hot 100)            | 3               |
| Đan Mạch (Tracklisten)               | 15              |
| Châu Âu Hot 100 Singles (Billboard)  | 3               |
| Đức (GfK)                            | 13              |
| Hungary (Single Top 40)              | 8               |
| Ý (FIMI)                             | 15              |
| Hà Lan (Dutch Top 40)                | 5               |
| New Zealand (Recorded Music NZ)      | 14              |
| Na Uy (VG-lista)                     | 12              |
| Tây Ban Nha (PROMUSICAE)             | 15              |
| Thụy Điển (Sverigetopplistan)        | 12              |
| Thụy Sĩ (Schweizer Hitparade)        | 11              |
| Anh Quốc (OCC)                       | 3               |
| Hoa Kỳ Billboard Hot 100             | 20              |
| Hoa Kỳ Pop Airplay (Billboard)       | 5               |
| Hoa Kỳ Adult Pop Airplay (Billboard) | 28              |
| Thế giới (United World Chart)        | 3               |

| Quốc gia  | Chứng nhận |
| --------- | ---------- |
| Úc (ARIA) | Vàng       |
| Mỹ (RIAA) | Vàng       |

| Bảng xếp hạng (2003)     | Vị trí |
| ------------------------ | ------ |
| Australian Singles Chart | 74     |
| Swiss Singles Chart      | 77     |
| Billboard Hot 100        | 79     |
| UK Singles Chart         | 99     |